# Сан-Франсиско-де-Кампече
Сан-Франциско-де-Кампе́че (исп. San Francisco de Campeche) — город в Мексике, столица штата Кампече, входит в состав муниципалитета Кампече и является его административным центром. Расположен на западе полуострова Юкатан на берегу залива Кампече. Численность населения, по данным переписи 2020 года, составила 249 623 человека.

## Топонимика
Название San Francisco de Campeche составное: San Francisco дано в честь Святого Франциска, а Campeche произошло от майянского Kan-Pech, что можно перевести как: место клещей и змей.

## Общие сведения
До прихода испанцев в данной местности проживали племена майя с 900-х годов н. э., и находились в вассальной зависимости от древнего города майя Эцны, который достиг апогея своего развития в II веке.
Первые испанские экспедиции под командованием Франсиско Эрнандеса де Кордовы высадились в этом месте в марте 1517 года.
4 октября 1540 года испанский конкистадор Франсиско де Монтехо, покинув индейский Чамптон, основал чуть севернее от него новый испанский город, назвав его «Саламанка-де-Кампече». Первая часть названия — в память об университете, где он учился, а вторая — в память о поместье в Новом Свете, где его ждала жена с дочерью. Это уже второй город, которому де Монтехо дает имя своей альма-матер — первым была «Новая Саламанка».
В 1557 году пираты захватили корабль вышедший в рейд. После этого атаки пиратов происходили постоянно.
Первые укрепления города возводятся в 1610 году, но набеги пиратов продолжаются.
В 1658 году возводятся фортификационные сооружения, но в 1663 году пиратам Мансвельта удалось захватить и разрушить укрепления, и разграбить город.
В 1664 году укрепления были восстановлены и нарощенны.
В 1765 году городской порт был открыт для торговли с дружественными странами.
В 1777 году Сан-Франсиско-де-Кампече был присвоен статус города и пожалован герб королём Испании.
В 1858 году провозглашается создание штата Кампече, а 29 апреля 1863 года Национальный Конгресс ратифицировал создание свободного и суверенного штата Кампече, со столицей в городе Сан-Франсиско-де-Кампече.
К 1865 году была построена железная дорога между Сан-Франсиско-де-Кампече и Меридой, и 7 июня был отправлен первый поезд.
В первой половине XX века проводилась борьба с именами святых в названиях населённых пунктов, и город был переименован в Кампече. Это название сохранялось до 2005 года, когда 20 декабря городу вернули первоначальное название.

## Достопримечательности
В форте Сан-Мигель находятся археологические находки штата Кампече, в том числе шесть нефритовых масок и другие погребальные дары найденные в Калак-муле в 1984—1994 годах.
В городе сохранились многие из старых испанских фортификационных объектов, защищавших город от пиратов. Благодаря хорошему состоянию и колониальной архитектуре город был внесён в список Всемирного наследия ЮНЕСКО в 1999 году.

## Экономика
Экономика города базируется в основном на сфере услуг: торговля, туризм, связь, государственное управление и общественные услуги. Имеются также несколько предприятий текстильной промышленности, а также малые и средние предприятия, связанные с эксплуатацией сырья. Развито рыболовство, заслуживает внимания и строительный сектор.
Город обслуживает международный аэропорт имени Игнасио Альберто Акуньи Онгая.

## Знаменитые уроженцы
- Виц, Серхио — литератор.
- Карвахаль, Франсиско — президент Мексики.

## Фотографии

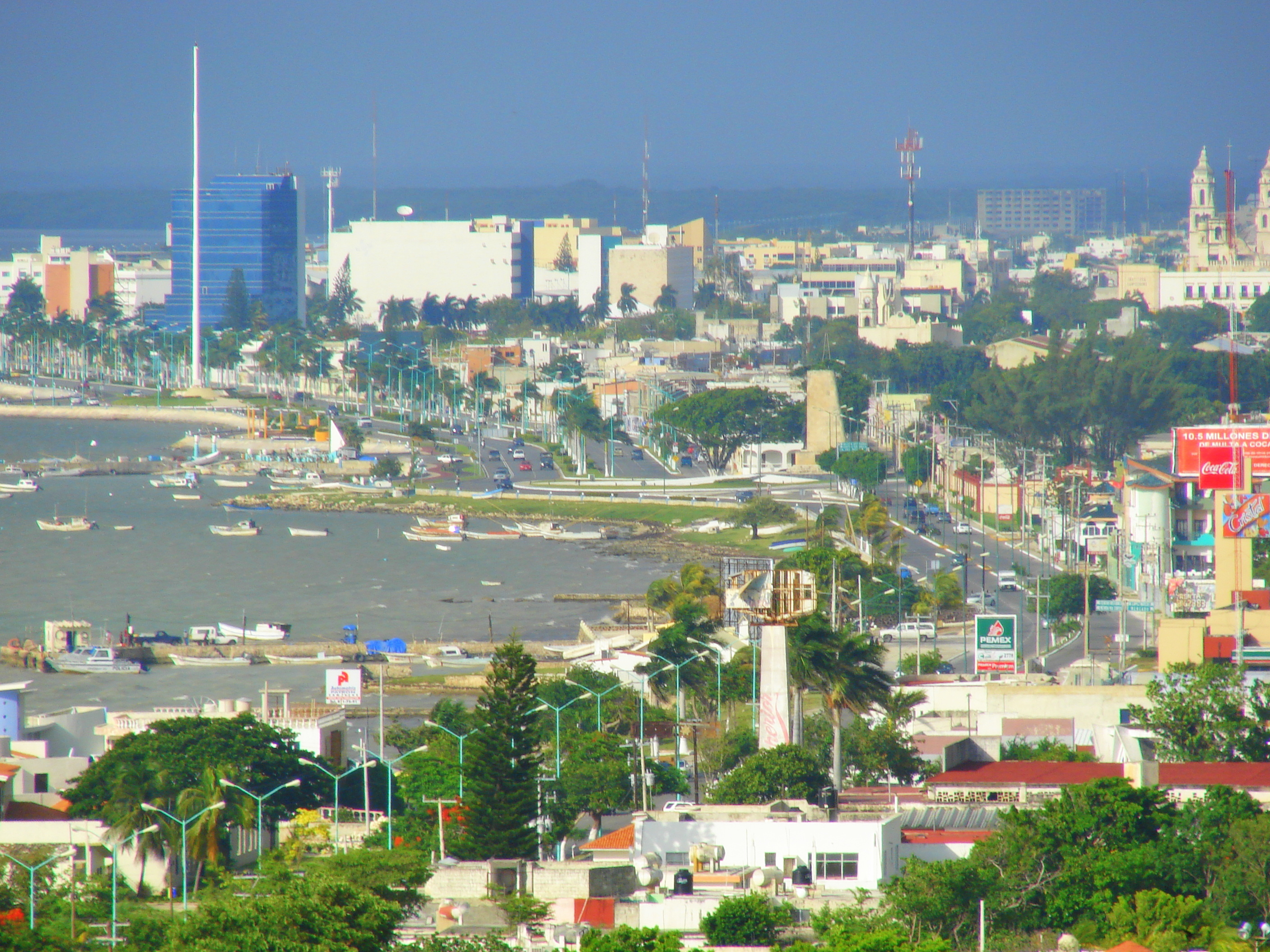
Городская набережная
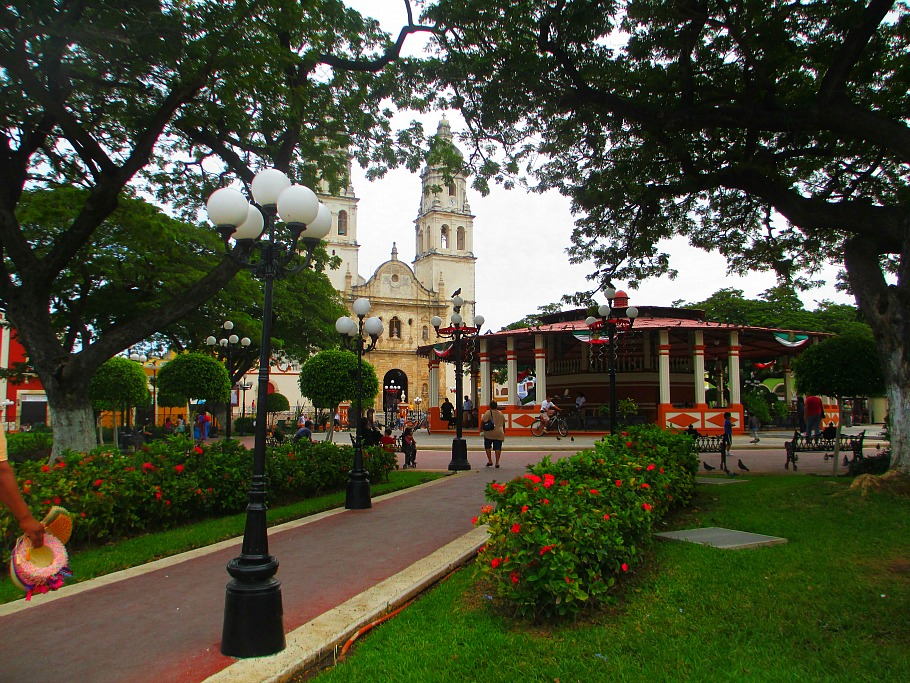
Центральный парк и кафедральный собор
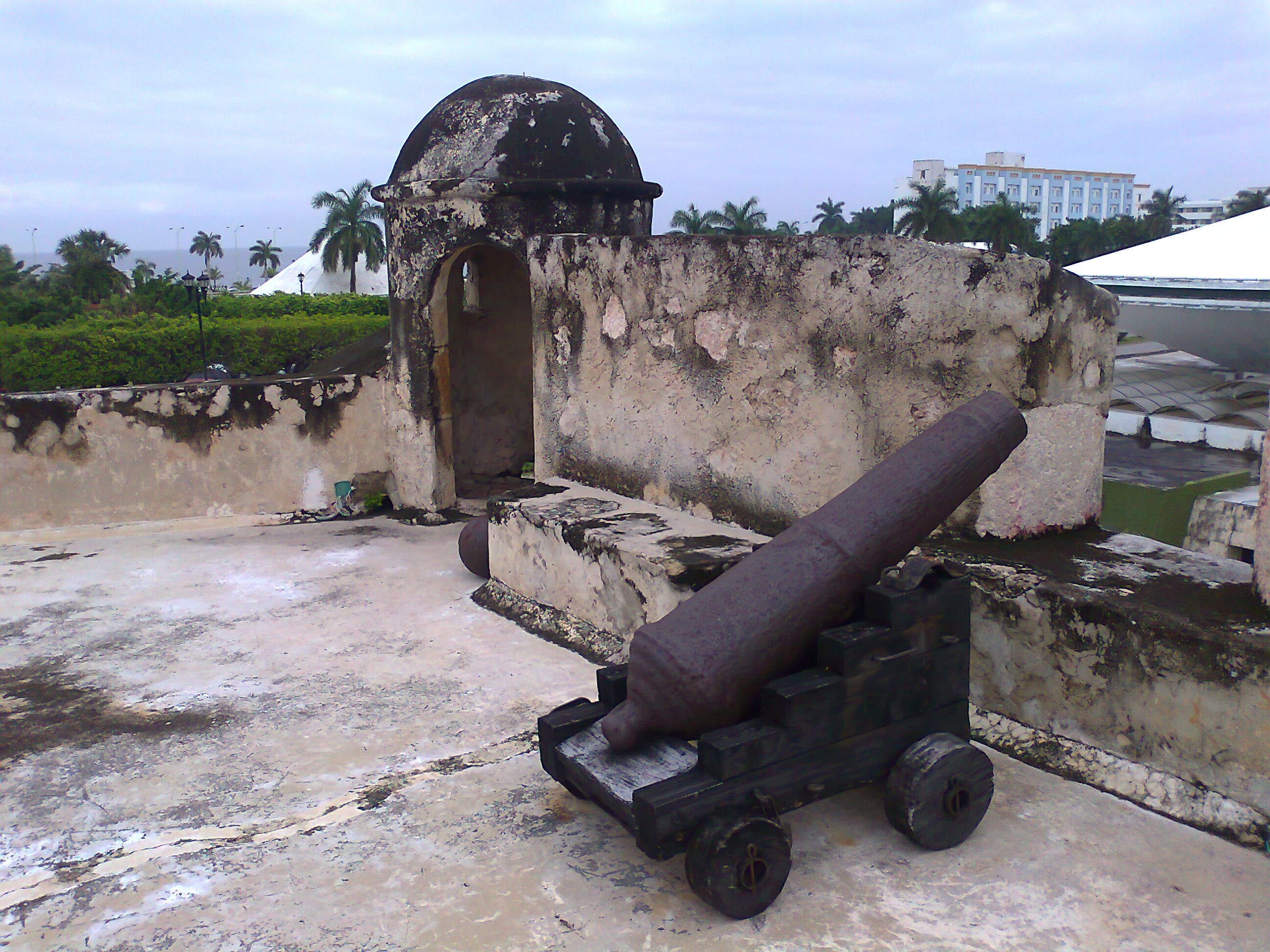
Пушка в крепости Сан-Карлос

## Города-побратимы
- Ареццо, Италия;
- Валенсия, Испания;
- Веракрус, Мексика;
- Гавр, Франция;
- Галифакс, Канада;
- Дубровник, Хорватия;
- Каркассон, Франция;
- Картахена-де-Индиас, Колумбия;
- Копенгаген, Дания;
- Линвуд, США;
- Матансас, Куба;
- Рейкьявик, Исландия;
- Сан-Кристобаль, Венесуэла;
- Сан-Хуан-Баутиста, Пуэрто-Рико;
- Сантандер, Испания;
- Севилья, Испания;
- Шерман, США;